# Trichomycterus vermiculatus
Trichomycterus vermiculatus és una espècie de peix de la família dels tricomictèrids i de l'ordre dels siluriformes.

## Morfologia
Els mascles poden assolir els 13,1 cm de llargària total.

## Distribució geogràfica
Es troba al Brasil.